# Belmond
Belmond Ltd. (anteriormente Orient-Express Hotels Ltd) é uma empresa de hospitalidade e lazer que opera hotéis de luxo, serviços de trem e cruzeiros fluviais em todo o mundo. Em 2015, a empresa possuía 35 hotéis de luxo, 7 trens turísticos, 3 cruzeiros fluviais e restaurantes em 22 países.

## História
A empresa foi fundada em 1976 pelo empresário americano James Sherwood, a partir da aquisição do Hotel Cipriani, em Veneza, da família Guinness por £ 900.000. James Sherwood então comprou o que restava do lendário trem Orient Express para restaurá-lo e oferece viagens de Paris e Londres ao seu hotel em Veneza para clientes abastados, assim o antigo nome da empresa. Grande parte da história da empresa está documentada nas memórias de James Sherwood, Orient Express: A Personal Journey.
Em 10 de março de 2014, a Orient-Express Hotels Ltd foi renomeada para Belmond.
Em abril de 2015, a Belmond Limited fez uma parceria com a Irish Rail para lançar o trem de luxo Belmond Grand Hibernian na Irlanda. Em julho de 2016, a Indian Hotels Company Limited vendeu sua participação de 5,1% na Belmond, mantendo apenas 0,44% da Belmond após a venda.
Em dezembro de 2018, a empresa concordou em ser adquirida pela LVMH, em uma transação de US $ 3,2 bilhões que foi encerrada em abril de 2019, retirando a empresa da Bolsa de Valores de Nova Iorque e tornando-a 100% privada. O anúncio da venda levou a participação da Belmond a aumentar em 40% em um único dia de negociação.

## Empresas

### Hotéis
| Continente       | País               | Cidade                      | Nome                                           |
| ---------------- | ------------------ | --------------------------- | ---------------------------------------------- |
| Europa           | Itália             | Veneza                      | Belmond Hotel Cipriani                         |
| Europa           | Itália             | Portofino                   | Belmond Hotel Splendido Belmond Splendido Mare |
| Europa           | Itália             | Florença                    | Belmond Villa San Michele                      |
| Europa           | Itália             | Amalfi Coast                | Belmond Hotel Caruso                           |
| Europa           | Itália             | Sicília                     | Belmond Villa Sant'Andrea                      |
| Europa           | Itália             | Sicília                     | Belmond Grand Hotel Timeo                      |
| Europa           | Espanha            | Deia, Mallorca              | Belmond La Residencia                          |
| Europa           | Portugal           | Madeira                     | Belmond Reid's Palace                          |
| Europa           | Rússia             | São Petersburgo             | Belmond Grand Hotel Europe                     |
| Europa           | Inglaterra         | Londres                     | Belmond Cadogan                                |
| Europa           | Inglaterra         | Oxfordshire                 | Belmond Le Manoir aux Quat'Saisons             |
| América do Norte | Estados Unidos     | Charleston, Carolina do Sul | Belmond Charleston Place                       |
| América do Norte | Estados Unidos     | Santa Bárbara, Califórnia   | Belmond El Encanto                             |
| América do Norte | Estados Unidos     | St. Michaels, Maryland      | Inn at Perry Cabin by Belmond                  |
| América do Norte | French West Indies | St. Martin                  | Belmond La Samanna                             |
| América do Norte | México             | Riviera Maya                | Belmond Maroma Resort & Spa                    |
| América do Norte | México             | San Miguel de Allende       | Belmond Casa de Sierra Nevada                  |
| América do Sul   | Brasil             | Rio de Janeiro              | Belmond Copacabana Palace                      |
| América do Sul   | Brasil             | Foz do Iguaçu               | Belmond Hotel das Cataratas                    |
| América do Sul   | Peru               | Lima                        | Belmond Miraflores Park                        |
| América do Sul   | Peru               | Cusco                       | Belmond Palacio Nazarenas                      |
| América do Sul   | Peru               | Cusco                       | Belmond Hotel Monasterio                       |
| América do Sul   | Peru               | Machu Picchu                | Belmond Sanctuary Lodge                        |
| América do Sul   | Peru               | Sacred Valley               | Belmond Hotel Rio Sagrado, Urubamba            |
| América do Sul   | Peru               | Colca Canyon                | Belmond Las Casitas                            |
| Ásia             | Indonésia          | Bali                        | Belmond Jimbaran Puri                          |
| Ásia             | Tailândia          | Koh Samui                   | Belmond Napasai                                |
| Ásia             | Myanmar            | Yangon                      | Belmond Governor's Residence                   |
| Ásia             | Laos               | Luang Prabang               | Belmond La Résidence Phou Vao                  |
| Ásia             | Cambodia           | Siem Reap                   | Belmond La Résidence d'Angkor                  |
| África           | África do Sul      | Cape Town                   | Belmond Mount Nelson Hotel                     |
| África           | Botswana           | Chobe National Park         | Belmond Savute Elephant Lodge                  |
| África           | Botswana           | Moremi Game Reserve         | Belmond Khwai River Lodge                      |
| África           | Botswana           | Okavango Delta              | Belmond Eagle Island Lodge                     |

### Transporte
| Tipo           | Rota                           | Nome                                                   |
| -------------- | ------------------------------ | ------------------------------------------------------ |
| Trens noturnos | Londres-Veneza                 | Venice Simplon-Orient-Express                          |
| Trens noturnos | Escócia                        | Belmond Royal Scotsman                                 |
| Trens noturnos | Irlanda, Irlanda do Norte      | Belmond Grand Hibernian                                |
| Trens noturnos | Tailândia, Malaysia, Singapura | Eastern and Oriental Express                           |
| Trens noturnos | Peru                           | Belmond Andean Explorer                                |
| Trens diurnos  | Great Britain                  | Belmond British Pullman                                |
| Trens diurnos  | Peru                           | Belmond Hiram Bingham                                  |
| Veleiros       | França                         | Belmond Afloat in France (five canal and river barges) |
| Veleiros       | Irrawaddy River, Myanmar       | Belmond Road to Mandalay                               |

### Restaurantes
| País           | Cidade                      | Nome                                                 |
| -------------- | --------------------------- | ---------------------------------------------------- |
| Estados Unidos | Nova Iorque                 | 21 Club                                              |
| Estados Unidos | Charleston, Carolina do Sul | Charleston Grill                                     |
| Reino Unido    | Oxfordshire                 | The Restaurant at Belmond Le Manoir aux Quat’Saisons |
| Portugal       | Madeira                     | William Restaurant                                   |
| Itália         | Veneza                      | Oro Restaurant                                       |
| Itália         | Taormina                    | Otto Geleng Restaurant                               |
| Brasil         | Rio de Janeiro              | Mee                                                  |
| Brasil         | Rio de Janeiro              | Ristorante Hotel Cipriani                            |